# María Tubau
María Álvarez Tubau (Madrid, 4 de mayo de 1854-13 de marzo de 1914) fue una actriz española, coetánea de María Guerrero.

## Biografía

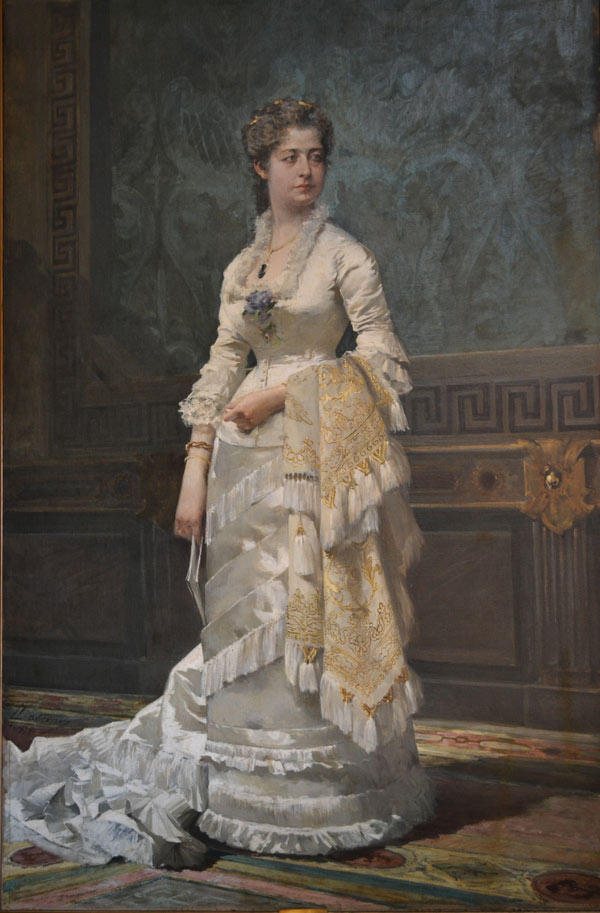
María Tubau retratada por Luis Taberner y Montalvo en 1878, caracterizada como La dama de las camelias.

Nacida en el número 14 de la calle de Espoz y Mina de Madrid, María Álvarez fue hija de Mercedes Tubau, natural de Barcelona, y de Manuel Álvarez Robles, natural de Avilés. Se inició en la interpretación a la edad de doce años junto a Matilde Díez, complementando su formación con Vico en el Teatro Apolo y Mario en el de la Comedia. Alcanzó cierta popularidad como actriz cómica y en el género denominado teatro romántico.
Tras un primer matrimonio y viuda en 1877, se casaría de nuevo en 1882 con el dramaturgo y director de teatro Ceferino Palencia, reforzó su carrera hasta convertirse en una de las intérpretes más destacadas de la escena madrileña; juntos formaron su propia compañía teatral en el Teatro de la Princesa.
Interpretó obras de autores españoles contemporáneos de su tiempo como Vital Aza, Ramos Carrión, Eusebio Blasco y Benito Pérez Galdós (en una singular y polémica interpretación de Doña Perfecta en su polémica versión teatral estrenada en 1896). También puso en escena a neoclasicistas ilustrados como Leandro Fernández de Moratín o Bretón de los Herreros, pero su mayor aportación al panorama teatral español fue la introducción de dramaturgos franceses como Henry Bataille, Victorien Sardou o Alexandre Dumas (hijo).
Con treinta y siete años de edad fue nombrada "Doctora en Arte Dramático" en un documento publicado en 1891 y firmado por José Zorrilla, Nuñez de Arce, Campoamor, Emilio Castelar y José de Echegaray, entre otros periodistas, políticos e intelectuales de la época.
Hizo giras por España y América, y desde 1904 fue profesora del Real Conservatorio de Música y Declamación de Madrid. Murió en 1914.